# Боноза
Боноза (умерла ок. 211 года) — святая мученица из Порто Романо.  День памяти — 15 июля.
Святая Боноза почиталась в базилике неподалёку от Capo Due Rami в Порто Романо, вместе со свв. Евтропием и Зосимой. Часть её мощей была привезена в 1227 году кардиналом Конрадом Урахом в аббатство Клерво. В 1256 году из храма Сан Лоренцо в Порто Романо, была перенесена в Трастевере, в храм, освящённый в её честь. Эти мощи в 1480 году там были обретены во время работы над новым алтарем. В августе 1838 года после краткого пребывания в храме Сан Аполлинарио, мощи останки были возвращены в Трастевере. После разрушения храма в 1888 году мощи перешли к монахиням-каноссианкам и оставались в Риме. В 1958 году они обрели постоянное место на втором левом алтаре  в приходе Пресвятой Богородицы Милостивой и св. Адриана. В этом алтаре, посвященный мученицам Фелицате и Бонозе, мощи святой почивают за стеклом. 
Также известна другая св. Боноза, мощи которой почивают в храме свв. Марцеллина и Петра в Латерано, в свинцовой урне, помещённый в древний зелёный саркофаг.